# Megadendromus nikolausi
Megadendromus nikolausi és una espècie de mamífer rosegador de la família dels nesòmids. Viu a les muntanyes d'Etiòpia, on només se l'ha trobat a una altitud d'entre 3.000 i 3.500 metres a la muntanya Chilalo i a les muntanyes Bale. És l'única espècie del gènere Megadendromus. Se n'han trobat menys de deu exemplars.
M. nikolausi sembla un Dendromus gegantesc, però també hi ha moltes diferències. Les potes posteriors i la cua són relativament curtes i les orelles molt grans. La part superior del cos és marró, amb una franja de 3 mm al centre de l'esquena. La part inferior és marró clar amb una transició pels costats. El cap i les espatlles són de color marró rogenc i els pèls de les potes gris argentat. La cua té un pelatge espès. La llargada corporal és d'entre 117 i 129 mm, la llargada de la cua d'entre 92 i 106 mm, la llargada de les potes posteriors d'entre 24 i 25 mm, la llargada de les orelles d'entre 23 i 26 mm, la llargada del crani 30,3 mm i el pes d'entre 49 i 66 g.
L'espècie fou anomenada en honor del zoòleg alemany Gerhard Nikolaus. Malgrat que encara no s'hagi confirmat, estudis recents han indicat que probablement s'hauria de classificar al gènere Dendromus.